# Baranjski majstor
Baranjski majstor, nepoznati kasnobarokni ikonopisac, koji je početkom 19. stoljeća - negdje u okolini Pečuja - radio ikone na staklu. Bio je vanserijski majstor, koji po slobodi izražavanja nema premca u 19. stoljeću i koga je nemoguće oponašati ili kopirati. Zato mu pripada značajno i izdvojeno mjesto među srpskim ikonopiscima na staklu. O njemu nema nikakvih biografskih podataka, ne zna se gdje se formirao, odakle je nabavljao predloške koje je imao samo kao podtekst, kao skicu, kako je uklapao svoj raznoliki i bajkoviti stil s ukusom suvremenika.

## Sačuvani radovi
Sačuvano je tridesetak njegovih radova, od kojih se dvadesetak nalazi u Etnografskom muzeju u Budimpešti, nekoliko u sentandrejskoj Crkvenoumjetničkoj zbirci, dvije u Švicarskom etnografskom muzeju u Baselu te nekoliko u privatnim zbirkama Lazić i Stanišić u Somboru. U Budimpeštu su sve ikone stigle iz Baranje, osam ih je preuzeto iz pravoslavne crkve u Vemenu, druge su iz crkava u Lipovi, Lovri, Medini, Iločcu, dok su ostale kupljene u antikvarnici, u koju su dospjele iz vemenske crkve. Sentandrejska ikona je iz crkve u Šumberku, dok su ostale iz privatnih zbirki, po predanju, nabavljene u Baranji.

## Način slikanja
Radio je vrlo brzo i efikasno, s malo truda postizao je neku vrstu poezije koju ne posjeduje ni jedan drugi srpski majstor ikona na staklu. Crtež je radio crnom bojom, obično je scena smještena u okvir koji nije standardan: jednom je to uski dekorativni ukras od šarene trake, drugi put su mu uzor somborske ikone na staklu s cvjetovima u uglovima, ili barokna kapija kao prolaz u svijet slike. Postavljao je kompoziciju asimetrično, svetitelji i njihova odjeća crtani su nemarno, kao i svi drugi detalji. S istom neobaveznom lakoćom krupno je ispisivao nezgrapne nazive svetitelja i scena. Kad je koristio zlatne listiće, preko njih je slikao kao da ih nema. Poslije efektnog i deformiranog crteža počinjala je prava igra, vatromet boja, neviđen kod ikona na staklu. To su širokom četkom nanesene mrlje jarkih boja ili krugovi u vidu maslačka, koji sceni daje utisak da se događa u zraku. U toj urođenoj nemarnosti ima dekorativnog ritma i usklađenosti, sitni crni potezi uvijek idu pored bijelih, što važi i za tamne mrlje (koje ponekad prekrivaju cijele natpise ili pozlatu) i koje ipak čuvaju ujednačenu lakoću i lepršavost naslikanog.

## Najbolji rad i ocjena
Njegov najbolji rad je sv. Ilija sa sv. Petrom i Pantelijom iz budimpeštanske zbirke. Na ikoni prevladava crvena gama, u gornjem dijelu je lučno zasvođen okvir koji prati cijelu scenu, koja je vodoravnim trakama podijeljena na dva dijela. U gornjem je sv. Ilija u kočijama koje vuku dva para bijelih konja, kojima upravlja anđeo s oblaka. U donjem su dijelu sv. Petar i Pantelija, dok je između njih model crkve iste veličine kao figure svetitelja. Osim jarkih boja ima dosta smeđe, dok su pastelne zastupljene u uskim trakama duž pozadine. Začuđujuće dobro nacrtani su konji, a naslikani su potpuno bijeli, kao u snu.
Nepredvidljivost i igra glavna su odlika ikona baranjskog majstora. On gaji neke svoje unutrašnje zakonitosti, prostor koji nema perspektive, gdje scene lebde, gdje figure, predmeti i namještaj nemaju težinu. Ta izvornost i sloboda nisu došli sami, ikonopisac iz Baranje posjedovao je rijedak dar izražavanja, skoro moderan u današnjem smislu vrednovanja. Njegov raznoliki i bajkoviti stil bio je otvoren za široke likovne uticaje ikona sa zapada, ali i somborskih, pa čak i rumunskih, zadržavajući pritom pravoslavne kanone, stalno bogateći likovni postupak.
Ikone su mu uramljene u jednostavne i tamno obojene ramove od tvrdog drveta, s tiplama u uglovima i rupama u sredini gornje lajsne, kroz koje je provlačen konop. Staklo je nabavljao mahom od putujućih trgovaca i različite je debljine i kvalitete. Na poleđini ikona nalazi se furnir ili deblji karton bez kušaka (prečaga).

## Ikone
baranjskog majstora čije su reprodukcije objavljene u knjizi D. Škorića (str. 21, 121-142).
1. Blagovesti, Etnografski muzej, Budimpešta, 30 x 23 cm
2. Bogorodica sa Hristom, privatna zbirka Stanišić, Sombor, 55 x 40 cm
3. Krštenje Hristovo, Etnografski muzej, Budimpešta, 48 x 37 cm
4. Obrezanje Hristovo, Etnografski muzej, Budimpešta, 35 x 30 cm
5. Rođenje Bogorodice, Crkvenoumetnička zbirka, Sentandreja, 27 x 22,5 cm
6. Rođenje Jovana Preteče, Etnografski muzej, Budimpešta, 28 x 21 cm
7. Sretenje, Crkvenoumetnička zbirka, Sentandreja, 31 x 23 cm
8. Sv. arhiđakon Mihailo, sv. Stefan arhiđakon i sv. Jovan Preteča, Švicarski etnografski muzej, Basel, 66 x 51 cm

1. Sv. Georgije, privatna zbirka, Sombor, 47 x 39 cm
2. Sv. Georgije, privatna zbirka Lazić, Sombor
3. Sv. Ilija, Etnografski muzej, Budimpešta, 31 x 23 cm
4. Sv. Ilija, sv. Petar i sv. Pantelija, Etnografski muzej, Budimpešta, 65 x 55 cm
5. Sv. Jovan Preteča, privatna zbirka Stanišić, Sombor
6. Sv. Jovan Preteča, Etnografski muzej, Budimpešta, 43,3 x 33,5 cm
7. Sv. Marko, Etnografski muzej, Budimpešta, 45 x 33,4 cm
8. Sv. Nikola, privatna zbirka Stanišić, Sombor, 38 x 28 cm
9. Sv. Nikola, Etnografski muzej, Budimpešta, 35 x 26 cm
10. Sv. Petar i sv. Pavle, Crkvenoumetnička zbirka, Sentandreja, 31 x 23 cm
11. Sv. Stefan arhiđakon, Etnografski muzej, Budimpešta, 60 x 40 cm
12. Sv. Stefan arhiđakon, Švicarski etnografski muzej, Basel, 46 x 355 cm
13. Sv. Stefan Dečanski, Etnografski muzej, Budimpešta, 30 x 23? cm
14. Usekovanje Jovanovo, Etnografski muzej, Budimpešta, 28 x 22 cm
15. Vaskrsenje Lazarevo, Etnografski muzej, Budimpešta, 30 x 23 cm

Izvor:
- Dušan Škorić: Srpske ikone na staklu, Ivakskomerc, Sombor, 2000.

Napomena: Tekstovi o Baranjskom majstoru, pripremljeni prema Škorićevoj knjizi, objavljeni su i u:
- Novosti 7 dana, VII, 321, 26 - Zagreb/Vukovar, 10. II. 2006.
- Baranjski dom, I, 21, 5 - Beli Manastir, 19-21. V. 2006.